# Christie van der Haak
Christine Clara Cornelia (Christie) van der Haak (Den Haag, 12 maart 1950) is een Nederlandse beeldend kunstenares, actief als schilder, ontwerper, keramist, tekenaar en docent. Naast schilderijen ontwierp ze stoffering, wandbekleding, gordijnen, tafelkleden, servetten, shawls, ceramiek en glaswerk.

## Levensloop
Ze studeerde mode en vormgeving aan de Koninklijke Academie van Beeldende Kunsten in Den Haag van 1968 tot 1972. Ze is begonnen met schilderen, en heeft zich vanaf 2003 toegelegd op ontwerpen van textielpatronen. Hiernaast heeft ze jaren les gegeven op de kunstacademie in Kampen. In 2005 werkte ze mee aan de verbouwing van het Scheepvaarthuis in Amsterdam tot hotel.
In 2015 was Christie van der Haak onderscheiden met de Ouborgprijs voor haar hele oeuvre. Haar werk is geroemd om een "overdaad aan kleur en onverwachte combinaties van patronen."
Vanaf eind jaren 1970 heeft Christie van der Haak haar werk regelmatig geëxposeerd, wat is geresulteerd in een reeks solo-exposities in binnen en buitenland. Haar werk is opgenomen in de collectie van meerdere musea, waarom het Kunstmuseum Den Haag, het Museum Arnhem en Het Noordbrabants Museum.

## Exposities (selectie)
- 1980. Drie vrouwen exposeren, Haags Centrum voor Actuele Kunst, expo met Pat Gentenaar en Asa Hedberg.[5]
- 1984. Christie van der Haak: schilderijen, Galerie Swart, Amsterdam.[6]
- 1985. La cause de notre joie, Van Abbemuseum, Eindhoven[7]
- 1991. Energeia, 9 visies op energie. Stedelijk Museum Schiedam. Groepsexpositie met o.a. Hans Wap, Bert Vredegoor, Anton Vrede, en Jeroen Henneman.[8][9]
- 2015. Sproken, Gemeentemuseum Den Haag, n.a.v. toekenning Ouborgprijs[10]
- 2016. More is More, Wolfsonian Museum, Miami, Verenigde Staten[11]
- 2019. Knisper, Knasper, Knusper Schunck, Heerlen, installatie in de vitrines. Van 5 oktober 2019 t/m 1 maart 2020.[12]
- 2020. Maria van Brabant, Keizerin, Museum Kasteel Helmond, januari t/m oktober 2020.[13]
- 2021. Nouveau Deco, Stedelijk Museum Kampen t/m 30 januari 2022.[1]
- 2022. De Golvende Lijn Cuypershuis, Roermond.[14]

## Publicaties (selectie)
- Jane Huldman, Philip Peters (red.), Studio Renate Boere (concept). Christie van der Haak. Sproken | Fairy Tales. Prinsenbeek: Jap Sam Books, 2015.[15]
- Christie van der Haak, Eleonoor Jap Sam, Renate Boere (red.), Celebrating Patterns. Christie van der Haak. Prinsenbeek: Jap Sam Books, 2022.[16]